# Кунгаковский сельсовет
Кунгаковский сельсовет — муниципальное образование в Аскинском районе Республики Башкортостан Российской Федерации.

## История
Согласно «Закону о границах, статусе и административных центрах муниципальных образований в Республике Башкортостан» имеет статус сельского поселения.

## Население
| 2002 | 2009 | 2010 | 2012 | 2013 | 2014 | 2015 |
| ---- | ---- | ---- | ---- | ---- | ---- | ---- |
| 804  | ↘756 | ↘658 | ↘634 | ↘609 | ↘597 | ↘572 |
| 2016 | 2017 |      |      |      |      |      |
| ↘544 | ↘527 |      |      |      |      |      |

## Состав сельского поселения
| № | Населённый пункт | Тип населённого пункта          | Население |
| - | ---------------- | ------------------------------- | --------- |
| 1 | Кунгак           | деревня, административный центр | ↘602      |
| 2 | Ключевой Лог     | деревня                         | ↘29       |
| 3 | Ташлыкуль        | деревня                         | ↘26       |
| 4 | Кунгакбаш        | деревня                         | ↗1        |